# Hemigellius pumiceus
Hemigellius pumiceus är en svampdjursart som först beskrevs av Konrad Fristedt 1885. Enligt Catalogue of Life ingår Hemigellius pumiceus i släktet Hemigellius och familjen Niphatidae, men enligt Dyntaxa är tillhörigheten istället släktet Hemigellius och familjen Chalinidae. Arten är reproducerande i Sverige. Inga underarter finns listade i Catalogue of Life.